# Маквейтаун (Пенсільванія)
Маквейтаун (англ. McVeytown) — місто (англ. borough) в США, в окрузі Міффлін штату Пенсільванія. Населення — 344 особи (2020).

## Географія
Маквейтаун розташований за координатами 40°29′54″ пн. ш. 77°44′28″ зх. д. / 40.49833° пн. ш. 77.74111° зх. д. (40.498237, -77.741157).  За даними Бюро перепису населення США в 2010 році місто мало площу 0,28 км², з яких 0,25 км² — суходіл та 0,03 км² — водойми.

## Демографія
Згідно з переписом 2010 року, у селищі мешкали 342 особи в 153 домогосподарствах у складі 93 родин. Густота населення становила 1242 особи/км².  Було 168 помешкань (610/км²).
Расовий склад населення:
| - 97,7 % — білих - 0,3 % — чорних або афроамериканців |

До двох чи більше рас належало 2,0 %. Частка іспаномовних становила 1,8 % від усіх жителів.
За віковим діапазоном населення розподілялося таким чином: 17,3 % — особи молодші 18 років, 57,6 % — особи у віці 18—64 років, 25,1 % — особи у віці 65 років та старші. Медіана віку мешканця становила 48,0 року. На 100 осіб жіночої статі у селищі припадало 84,9 чоловіків;  на 100 жінок у віці від 18 років та старших — 85,0 чоловіків також старших 18 років.
Середній дохід на одне домашнє господарство  становив 44 869 доларів США (медіана — 40 179), а середній дохід на одну сім'ю — 56 318 доларів (медіана — 54 583). За межею бідності перебувало 17,1 % осіб, у тому числі 12,5 % дітей у віці до 18 років та 18,3 % осіб у віці 65 років та старших.
Цивільне працевлаштоване населення становило 180 осіб. Основні галузі зайнятості: освіта, охорона здоров'я та соціальна допомога — 28,3 %, виробництво — 27,2 %, роздрібна торгівля — 11,7 %, мистецтво, розваги та відпочинок — 6,1 %.